# Númio Tusco
Númio Tusco (em latim: Nummius Tuscus) foi oficial romano do século III, ativo no reinado dos imperadores Diocleciano (r. 284–305), Maximiano, Galério (r. 293–311) e Constâncio Cloro (r. 293–305).

## Vida
Númio era provavelmente filho de Marco Númio Tusco, cônsul de 258 e primo de Marco Númio Ceiônio Ânio Albino. Ele foi nomeado em quinto numa lista de pagamentos feitos por senadores, talvez para custear uma obra. Em 295, torna-se cônsul posterior com Caio Ânio Anulino. Em 295/302, ocupou o posto de curador dos aquedutos e entre 19 de fevereiro de 302 e 12 de setembro de 303 foi prefeito urbano de Roma.